# Winter X Games XXVII
I Winter X Games XXVII sono stati la ventisettesima edizione della manifestazione organizzata dalla ESPN, si sono svolti dal 27 al 29 gennaio 2023 ad Aspen, negli Stati Uniti d'America.

## Risultati

### Snowboard
| Evento | Evento       | Oro                  | Argento              | Bronzo           |
| Uomini | Slopestyle   | Mark McMorris        | Marcus Kleveland     | Mons Røisland    |
| Uomini | SuperPipe    | Scotty James         | Jan Scherrer         | Valentino Guseli |
| Uomini | Big Air      | Marcus Kleveland     | Takeru Ōtsuka        | Su Yiming        |
| Uomini | Knuckle Huck | Marcus Kleveland     | Halldór Helgason     | Dusty Henricksen |
| Donne  | Slopestyle   | Zoi Sadowski-Synnott | Tess Coady           | Kokomo Murase    |
| Donne  | SuperPipe    | Choi Gaon            | Maddie Mastro        | Cai Xuetong      |
| Donne  | Big Air      | Reira Iwabuchi       | Zoi Sadowski-Synnott | Laurie Blouin    |

### Freestyle
| Evento | Evento       | Oro             | Argento          | Bronzo          |
| Uomini | Slopestyle   | Colby Stevenson | Mac Forehand     | Ferdinand Dahl  |
| Uomini | SuperPipe    | David Wise      | Birk Irving      | Jon Sallinen    |
| Uomini | Big Air      | Mac Forehand    | Teal Harle       | Birk Ruud       |
| Uomini | Knuckle Huck | Jesper Tjäder   | Matěj Švancer    | Colby Stevenson |
| Donne  | Slopestyle   | Megan Oldham    | Mathilde Gremaud | Kirsty Muir     |
| Donne  | SuperPipe    | Zoe Atkin       | Rachael Karker   | Svea Irving     |
| Donne  | Big Air      | Megan Oldham    | Tess Ledeux      | Kirsty Muir     |

## Medagliere
| Pos.   | Paese         | Oro | Argento | Bronzo | Totale |
| ------ | ------------- | --- | ------- | ------ | ------ |
| 1      | Stati Uniti   | 3   | 3       | 3      | 9      |
| 2      | Canada        | 3   | 2       | 1      | 6      |
| 3      | Norvegia      | 2   | 1       | 3      | 6      |
| 4      | Australia     | 1   | 1       | 1      | 3      |
| 4      | Giappone      | 1   | 1       | 1      | 3      |
| 6      | Nuova Zelanda | 1   | 1       | 0      | 2      |
| 7      | Regno Unito   | 1   | 0       | 2      | 3      |
| 8      | Corea del Sud | 1   | 0       | 0      | 1      |
| 8      | Svezia        | 1   | 0       | 0      | 1      |
| 10     | Svizzera      | 0   | 2       | 0      | 2      |
| 11     | Austria       | 0   | 1       | 0      | 1      |
| 11     | Francia       | 0   | 1       | 0      | 1      |
| 11     | Islanda       | 0   | 1       | 0      | 1      |
| 14     | Cina          | 0   | 0       | 2      | 2      |
| 15     | Finlandia     | 0   | 0       | 1      | 1      |
| Totale | Totale        | 14  | 14      | 14     | 42     |